# Município de Goshen (condado de Tuscarawas, Ohio)
Localização do Ohio nos E.U.A.
O município de Goshen (em inglês: Goshen Township) é um município localizado no condado de Tuscarawas no estado estadounidense de Ohio. No ano de 2010 tinha uma população de 5 213 habitantes e uma densidade populacional de 75,01 pessoas por km².

## Geografia
O município de Goshen encontra-se localizado nas coordenadas 40° 29′ 08″ N, 81° 25′ 03″ O. Segundo a Departamento do Censo dos Estados Unidos, o município tem uma superfície total de 69.5 km², da qual 68.41 km² correspondem a terra firme e (1.56%) 1.08 km² é água.

## Demografia
Segundo o censo de 2010, tinha 5 213 pessoas residindo no município de Goshen. A densidade populacional era de 75,01 hab./km².